# 希爾馬-歐文 (加利福尼亞州)
希爾馬-歐文（英語：Hilmar-Irwin）是位於美國加利福尼亞州默塞德縣的一個人口普查指定地區。

## 地理
希爾馬-歐文的座標為37°24′30″N 120°51′03″W / 37.40833°N 120.85083°W，而該地最高點為海拔高度28米（即92英尺）。

## 人口
根據2010年美國人口普查的數據，希爾馬-歐文的面積為10.173平方千米，當中陸地面積為10.173平方千米，而水域面積為0.000平方千米。當地共有人口5197人，而人口密度為每平方千米510人。